# Cantó de Le Havre-7
El cantó de Le Havre-7 és un cantó francès del departament del Sena Marítim, situat al districte de Le Havre. Compta amb part del municipi de Le Havre.

## Municipis
- Le Havre

## Història
| Data d'elecció                           | Identitat         | Partit | Qualitat |
| ---------------------------------------- | ----------------- | ------ | -------- |
| 1982-1994                                | Patrick Fouilland | PS     |          |
| 1994-2001                                | Daniel Paul       | PCF    |          |
| 2001-                                    | Nathalie Nail     | PCF    |          |
| les dades anteriors no són pas conegudes |                   |        |          |
|                                          |                   |        |          |